# Adolf Gustav Springer
Adolf Gustav Springer (1928 – augustus 1991) was een Oostenrijks componist.
Springer studeerde aan de Universität für Musik und Darstellende Kunst "Mozarteum" Salzburg in Salzburg. Zijn leraren waren daar Broschek, Dorfner en Bürgschwendtner. Als componist schreef hij vooral voor harmonieorkest marsen en feestelijke fanfares. 

## Composities

### Werken voor harmonieorkest
- Festlich voran, mars
- Intersportmarsch
- Sympathiewalzer

### Werken voor koren
- Weihnachtsmelodie, voor mannenkoor

- Virtual International Authority File: 6833154260487424480000